# Свазиленд на Светском првенству у атлетици у дворани 2018.
Свазиленд је учествовао на Светском првенству у атлетици у дворани 2018. одржаном у Бирмингему од 1. до 4. марта. Репрезентацију Свазиленда на њеном дванаестом учествовању на светским првенствима у дворани представљао је један атлетичар који се такмичио у трци на 60 метара.,
На овом првенству такмичар Свазиленда није освојио ниједну медаљу али је оборио национални и лични рекорд.

## Учесници
Мушкарци:
- Сибусисо Матсенџва — 60 м

## Резултати

### Мушкарци
| Атлетичар          | Дисциплина | Лични рекорд | Квалификације  | Квалификације | Полуфинале           | Полуфинале           | Финале               | Финале       | Детаљи |
| Атлетичар          | Дисциплина | Лични рекорд | Резултат       | Место         | Резултат             | Место                | Резултат             | Место        | Детаљи |
| ------------------ | ---------- | ------------ | -------------- | ------------- | -------------------- | -------------------- | -------------------- | ------------ | ------ |
| Сибусисо Матсенџва | 60 м       | 6,88 НР      | 6,82 (.819) НР | 5. у гр. 7    | Није се квалификовао | Није се квалификовао | Није се квалификовао | 30 / 49 (52) |        |